# Judy Baca
Judith Francisca Baca (Los Angeles, 20 de setembre de 1946) és una artista i activista xicana.
Judith Francisca Baca és considerada una de les principals muralistes nord-americanes. Es dedica a grans treballs en espais públics, que va començar a Los Angeles el 1974. Durant la següent dècada va produir més de quatre-cents murals, per la qual cosa va comptar amb la col·laboració de milers de voluntaris locals.
El 1976 va fundar, juntament amb la pintora Christina Schlesinger i la cineasta Donna Deitch, el Social and Public Art Resource Center (SPARC), a Venice (Califòrnia), d'on és directora artística.

## Biografia
Judy Baca és un xicana de segona generació. Va néixer al centre-sud de Los Angeles, a Huntington Park, i es crià en un ambient dominat per figures femenines: a més d'amb la seva mare, compartia habitatge amb la seva àvia i les seves dues ties. El seu pare no va estar present en la seva infantesa, i com que la seva mare treballava en una fàbrica de pneumàtics va ser la seva àvia la figura dominant durant els primers anys de la seva vida.
Quan Baca tenia sis anys, la seva mare es va casar i la família es va mudar a Pacoima. Encara que només suposava un desplaçament d'uns trenta quilòmetres, el nou veïnat era totalment diferent a Huntington Park, amb una proporció molt menor d'hispans. Va anar a classe a l'escola local, on la llengua vehicular era l'anglès, la qual cosa li va suposar inicialment seriosos problemes, ja que a casa amb la seva mare, àvia i ties, parlava normalment en espanyol. A causa dels problemes per expressar-se en anglès, un dels seus professors li va permetre pintar a classe, iniciant aleshores el seu interès per l'art.
Baca va cursar els seus estudis secundaris a Bishop Alemany High School en 1964 she graduated from Bishop Alemany High School, una escola catòlica de Mission Hills. En 1969 es va llicenciar a la Universitat Estatal de Califòrnia en Northridge. Baca es va casar als 19 anys, però es va divorciar sis anys després. Aleshores va tornar al seu antic institut, Bishop Alemany, però aquesta vegada com a professora. Poc després d'incorporar-se a l'ensenyament, va animar als seus alumnes, d'orígens molt diversos, a pintar un mural a l'escola.
El seu treball en Bishop Alemanya HS va acabar quan va ser acomiadada -juntament amb deu monges i altres set professors seglares- pels seus actes de protesta contra la Guerra del Vietnam. En quedar sense ocupació va haver de replantejar-se la seva forma de vida, ja que fins al moment no s'havia plantejat viure de l'art, sinó que finançava les seves activitats artístiques amb els seus ingressos com a ensenyant. A partir d'aquest moment va començar a enfocar la seva vida cap a les activitats artístiques.
Baca va començar a treballar per al departament de parcs de Los Angeles, iniciant un programa de murals en el qual involucrava a joves de l'est de la ciutat i els feia explicar les seves històries mitjançant aquests murals. No obstant això aquesta iniciativa es va trobar amb l'oposició d'alguns dels seus superiors, ja que les històries que els joves volien explicar no sempre eren les que els directius volien veure reflectides.
Judy Baca si va incorporar com a professora a la Universitat de Califòrnia en Irvine en 1980. En 1996 va passar a la Universitat de Califòrnia a Los Angeles.

## La Gran Muralla de Los Angeles
La seva obra més coneguda és la Gran Muralla de Los Angeles (The Great Wall of Los Angeles), un mural de vuit-cents metres de longitud en el qual recull la història de la ciutat des dels seus orígens als anys cinquanta del segle XX. A la planificació i execució d'aquesta obra van participar set-centes persones. Va explicar també amb l'ajuda d'estudiosos, historiadors orals i artistes locals. El treball es va desenvolupar durant set estius, de 1976 a 1984, treballant per segments. Els temes tractats en el mural reflecteixen la diversitat cultural i està dedicat als diversos grups ètnics que han contribuït a la formació de l'estat de Califòrnia. El mural es troba al canal de drenatge de Tujunga i els seus voltants.
En 1988 en alcalde de Los Ángeles, Tom Bradley, li va sol·licitar que desenvolupés un programa de murals per a tota la ciutat basat en el projecte de la Gran Muralla, sota el nom de Neighborhood Pride Program. Aquest programa va conduir a la realització de vuitanta-cinc murals radicats en la majoria de les comunitats ètniques de la ciutat.